# Шкільник Михайло Андрійович
Михайло Андрійович Шкільник (1891, с. Сурохів, тепер Польща — 1972, м. Торонто, Канада) — український громадський і політичний діяч, правник.

## Життєпис
Народився 1891 року у селі Сурохів в Надсянні в багатодітній родині старшини храму Андрія Шкільника. Михайло був третьою дитиною в родині, поруч з чотирма братами та чотирма сестрами.
До шостого класу навчався у місцевій школі, а після перевівся до Української академічної гімназії у Львові. У Львові під свою опіку Михайла взяв його дядько отець Василь Лициняк, віце-ректор Львівської духовної семінарії. По закінченню гімназії вступив до Львівського університету на відділ права.
У 1912 році на Михайла Шкільника чекав перший призов до війська. На військово-медичній комісії, хлопця спочатку визнали придатним, але через суперечку з комісаром староства, який був поляком, призначили повторну комісію. Суперечка з комісаром полягала в тому, що Михайло відмовився говорити з ним польською мовою. На повторній комісії лікар вже записав: «Варикозне розширення вен – непридатний». 
Під час першої світової війни село Сурохів було знищене дотла. У той час родина Шкільників переховувалася у підвалі. За кілька тижнів вибралися з-під руїн і сховалися в сусідньому селі. Однак там їх схопили російські солдати та звинуватили у шпигунстві: спочатку відправили до Львова, а звідти до Підволочиська. Там їм вдалося виправдатися і родина залишалася в місті до закінчення війни.
По війні Михайло поїхав до Києва. Здобутий раніше фах дав йому змогу упродовж 1918–1920 років працювати спочатку у Міністерстві торгівлі і промислу уряду УНР, а далі — начальником консульського відділу в Міністерстві закордонних справ. 1921 року він повернувся до батьків у рідний Сурохів. Вирішив здобути науковий ступінь доктора права. Склав іспити у Ягеллонському університеті та у грудні 1922 року захистив докторат з права. Після чого молодий науковець отримав адвокатську практику в Стрию.
У 1924 році Михайло Шкільник став суддею у Перемишлянах. Працював у відділі цивільних справ. Як суддя Михайло Шкільник не міг належати до жодної з політичних партій. Та все життя симпатизував націонал-демократам. Він читав офіційний друкований орган партії — часопис «Діло». Був членом товариства «Просвіта».
У другій половині серпня 1939 року Михайло з Марією поверталися з Комарників, де їхні діти відпочивали на канікулах. Тут їх застала звістка про початок другої світової війни. 27 вересня опівдні Перемишляни зайняли радянські війська. НКВС розпочало масові арешти священників, урядовців, колишніх поліціянтів та суддів. Тоді Шкільнику вдалося уникнути арешту. Під час перших совітів виконувати Михайлові суддівські обов'язки було неможливо.
Німецьку окупацію Шкільник також застав у Перемишлянах. Коли зайшли німці, Михайла Шкільника зробили посадником міста, зважаючи на його фах та знання німецької мови. В умовах німецької окупації він допомагав рятуватися євреям, зокрема белзькому рабинові Ааронові Рокічу. Коли фронт почав повертатися і радянці знову підходили все ближче, Михайло Шкільник почав готувати сім'ю до виїзду з міста. Їхали кількома підводами. Німецька капітуляція застала родину біля баварського містечка Вассербурґ.
У вересні 1948 року родина Шкільників оселилися у канадському Вінніпезі. Зважаючи на поважний вік, заняття, яке б відповідало його фаху, у Канаді він вже не знайшов. Відкрив невелику споживчу крамницю. У 1960-х роках Михайло Шкільник очолив Товариства українських правників Канади. Помер 1972 року у Торонто, Канада.

## Родина
1924 року він освідчився Марії Саламон, а заручилися на Великдень того ж року. Тесть подарував Михайлові кам'яницю у Львові. Усі прибутки, які вона приносила, він використовував на потреби дружини. У листопаді 1925 року Перемишлянах у подружжя Шкільників народився син Володимир. Через декілька років — донька Марія. 1931 року вже в Комарниках, з'явилася на світ третя дитина — донька Анна. У німецькому місті Вассербурґ, 22 серпня 1945 року, у Михайла й Марії народилася третя дочка — Анастасія.
Син Володимир став лікарем, а наймолодша дочка Анастасія — антропологинею.

## Вшанування пам'яті
У пам'ять про свого батька Анастасія Шкільник 2010 року заснувала щорічну премію «Світло справедливості», яку вручають під егідою Українського католицького університету моральним та духовним лідерам сучасної України.

## Праці
- Шкільник М. Україна в боротьбі за державність в 1917—1921 роках. — Торонто : Розсилкова Книгарня, 1971. — 366 с.
- Шкільник М. Як міг, боронив справедливість… Спогади про пережите під владою Австрії, Польщі, СРСР, Третього Райху / ред. Б. Прах. — Львів : Вид-во УКУ, 2017. — 272 с. — ISBN 978-966-2778-67-0.